# Нуэсес (река)
Нуэ́сес (исп. Nueces, Ореховая река) — река в Северной Америке.
Это самая южная крупная река в Техасе, находится к северу от Рио-Гранде. Река Нуэсес течёт в юго-восточном направлении. Впадает в Мексиканский залив. Длина реки — 507 км. Площадь водосборного бассейна — 41 439 км².
Слово Нуэсес с испанского означает орехи. Ореховой реку назвали первые поселенцы, за многочисленные пекановые деревья, растущие по её берегам.

## Течение и расположение

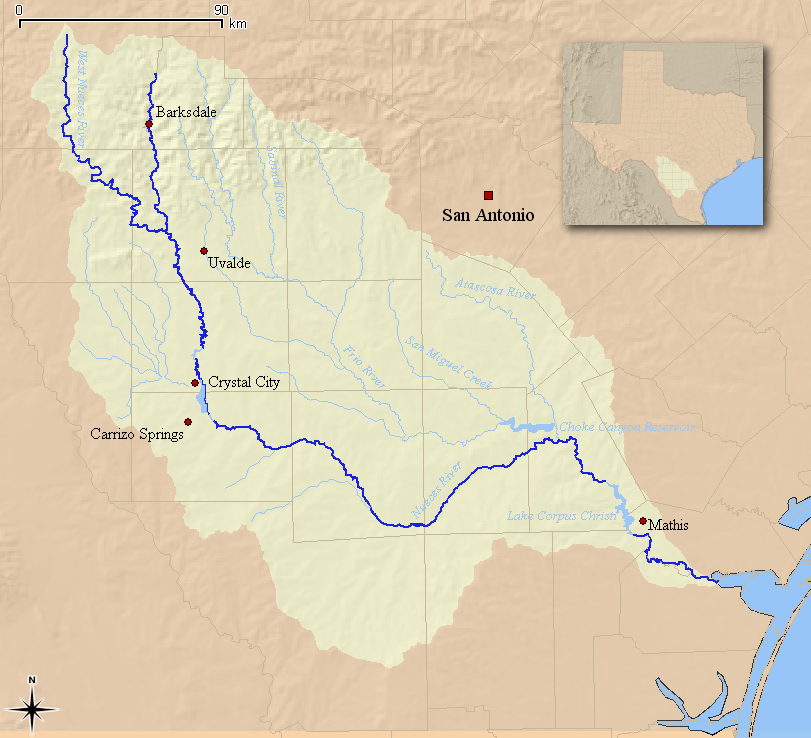

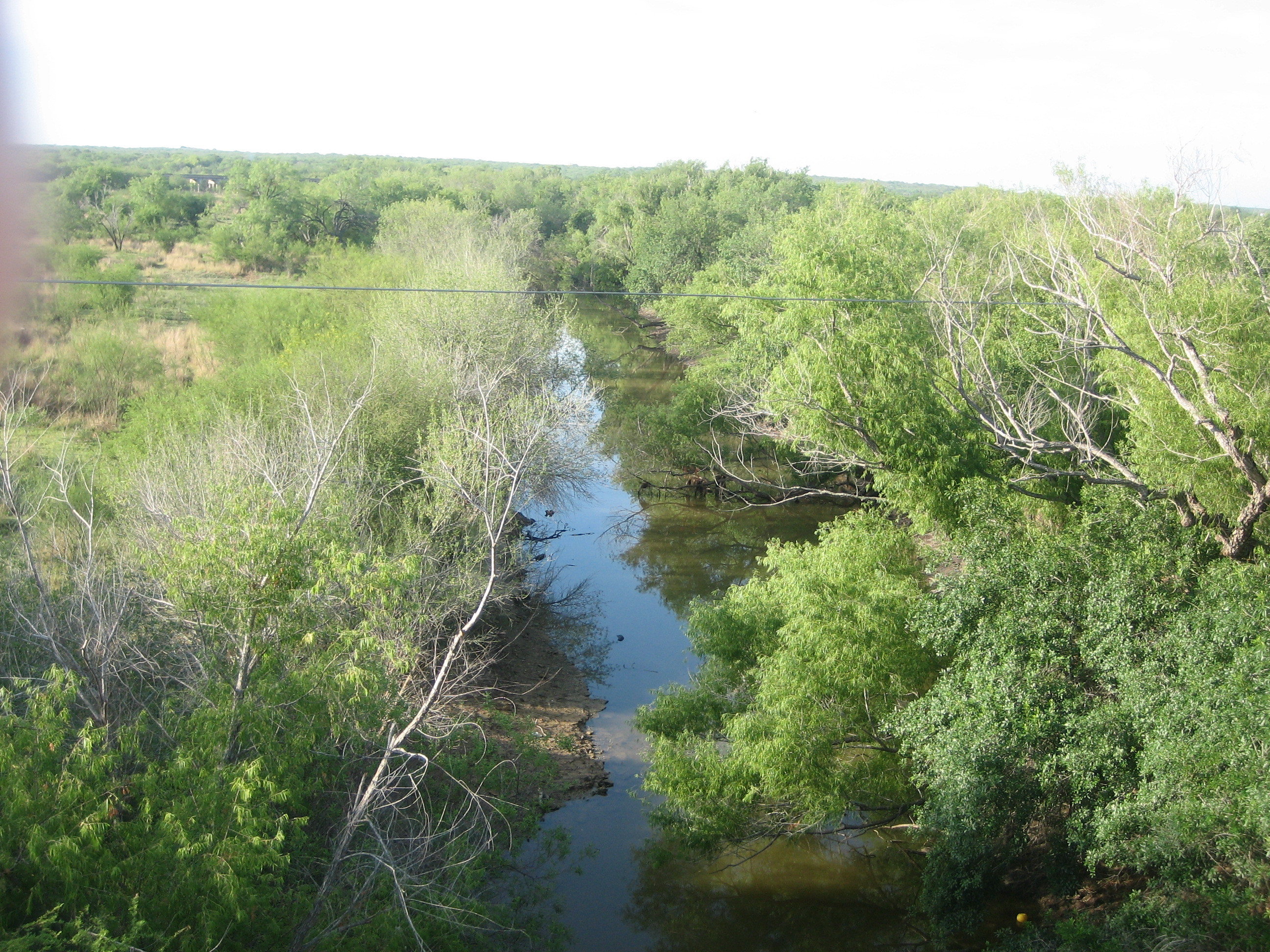
Река Нуэсес в районе города Коталла, округ Ла-Саль.

Нуэсес берёт своё начало к северо-западу от Сан-Антонио, на плато Эдуардс, в округе Риэл, приблизительно в 80 километрах от Ювалде. Затем течёт на юг по землям Техасского холмогорья, пересекая населённые пункты Барксдейл и Кристал-Сити, приближаясь при этом к государственной границе на расстояние 56 километров, которая проходит по реке Рио-Гранде. К востоку от Карризо-Спрингс Нуэсес поворачивает на восток, следует по заросшим кустарником прериям южного Техаса, через поселения округов Диммит, Ла-Саль, Мак-Муллен. В центре округа Лайв-Ок, с северо-западной стороны в неё вливается река Фрио. После чего она продолжает свой бег на юго-восток по Примексиканской низменности вплоть до города Матис, где принимает форму озера Корпус-Кристи. Впадает в Мексиканский залив, в бухте Корпус-Кристи, в одноимённом городе.

## История
Одним из первых поселенцев в этой области был капитан Блас Мария де ла Гарса Фалькон в 1766 году. Первое имя реке дал в 1689 году испанский путешественник Алонсо де Леон.
До конца Техасской революции, Мексика признавала, что Нуэсес являлась исторически границей, отделявшей Техас от остальной части страны. Как бы то ни было, Республика Техас провозгласила своей южной границей реку Рио-Гранде, зафиксировав это в Веласкских договорах, которые мексиканский президент Антонио Лопес де Санта-Анна был вынужден подписать после поражения в битве при Сан-Хасинто. Это разногласие сохранилось вплоть до аннексии Техаса Соединёнными Штатами, став тем самым одной из причин американо-мексиканской войны. Послевоенный договор Гвадалупе-Идальго подвёл черту войне и этому спору, зафиксировав современную границу между государствами.
В период гражданской войны техасские немцы, проживавшие в Техасском холмогорье и поддержавшие Союз, попытались бежать через эти территорию в Мексику. Однако 10 августа 1862 года попали в засаду и были перебиты конфедератами. Это событие вошло в историю под именем — бойня на Нуэсес.

## Рыбалка
Нуэсес — одна из нескольких тепловодных чистых речек техасского холмогорья. В верховьях реки вода прохладная и прозрачная.
В отличие от богатых форелью рек Скалистых гор, в Нуэсес водятся большеротый и малоротый окуни, гваделупский окунь, американский каменный окунь, лепомис и риограндская цихлида.

## В искусстве
Майн Рид в Пятой главе романа Всадник без головы (1865) упоминает "Ореховую реку" (Rio de Nueces), по берегам которой росли кактусы, цереус, юкка и алоэ. Там где почва была более плодородна рос пекан обыкновенный, вяз, дуб, кипарис. Из животных по берегам реки обитали кролики, хорьки, опоссумы, пекари, оцелоты, пумы, ягуары, техасские волки и койоты. До прихода европейцев здесь жили племена команчей и липанов. Именно на берегу этой реки стоял дом главного героя романа